# Kirsi Ylijoki
Kirsi Marja Ylijoki, née le 29 juin 1969, est une actrice finlandaise connue pour son rôle dans le soap opéra Sydän toivoa täynnä, puis dans plusieurs rôles pour la télévision finlandaise.
Mariée en 1997 à Eicca Toppinen, violoncelliste finlandais et le cofondateur et compositeur du groupe Apocalyptica. 
Ils vivent à Helsinki en Finlande avec leurs deux fils : Eelis (né en 1999) et Ilmari (né en 2002).
Elle a fait une pause dans sa carrière professionnelle pour élever ses enfants. 

## Filmographie
- 1996 : soap Opera Sydän toivoa täynnä, rôle de Milla First
- 2002 : film Kymmenen riivinrautaa, rôle de Tuula Virtanen
- 2004 : film Milja, rôle de la mère
- 2006 : film Kotikatu Nella, rôle de Kvist, un épisode de la série
- 2007 : Musta jää